# Краєв Владислав Сергійович
Владисла́в Сергі́йович Кра́єв (нар. 5 лютого 1995, Харків, Україна) — український футболіст, півзахисник німецького аматорського клубу «Ростокер».

## Життєпис

### Ранні роки
Випускник ФК «Мрія» (Куп'янськ). Займався в ДЮСШ харківського «Металіста». Із 2008 по 2012 рік провів за харків'ян у чемпіонаті ДЮФЛУ 69 матчів, забивши 11 голів.

### Клубна кар'єра
13 липня 2012 року дебютував за молодіжну (U-21) команду «Металіста» у домашньому матчі проти маріупольського «Іллічівця». У юнацькій (U-19) команді дебютував 8 серпня того ж року у виїзному поєдинку з донецьким «Металургом». У сезоні 2013/14 у складі команди U-19 став золотим призером чемпіонату.
24 серпня 2014 року дебютував у складі «Металіста» у виїзній грі 1/16 фіналу Кубка України проти ФК «Суми», замінивши на 116-й хвилині Чако Торреса. 23 квітня 2016 року дебютував у Прем'єр-лізі у виїзному матчі проти дніпродзержинської «Сталі», замінивши на 86-й хвилині Олега Синицю. Загалом провів 4 зустрічі у Прем'єр-лізі.
Після розформування «Металіста» перейшов до іншого харківського клубу, новоствореного «Металіст 1925», у складі якого дебютував 21 серпня 2016 року у виїзному поєдинку проти «Інгульця-3», відзначившись забитим м'ячем на 32-й хвилині гри після передачі від Сергія Наполова.
1 березня 2020 року став гравцем клубу «Телаві», що виступав у вищому дивізіоні чемпіонату Грузії. В січні 2021 року покинув грузинську команду, не провівши за неї жодної гри.
На початку березня 2021 року став гравцем першолігового «Гірника-Спорт».
У серпні 2022 року став гравцем німецького аматорського клубу «Ростокер».

## Статистика
Статистичні дані наведено станом на 1 липня 2017 року
| Клуб            | Ліга         | Сезон   | Чемпіонат | Чемпіонат | Кубок | Кубок | U-21 | U-21 |
| Клуб            | Ліга         | Сезон   | Ігри      | Голи      | Ігри  | Голи  | Ігри | Голи |
| --------------- | ------------ | ------- | --------- | --------- | ----- | ----- | ---- | ---- |
| «Металіст»      | Прем'єр-ліга | 2012/13 |           |           |       |       | 23   | 0    |
| «Металіст»      | Прем'єр-ліга | 2013/14 |           |           |       |       | 17   | 0    |
| «Металіст»      | Прем'єр-ліга | 2014/15 |           |           | 1     | 0     | 16   | 1    |
| «Металіст»      | Прем'єр-ліга | 2015/16 | 4         | 0         |       |       | 18   | 7    |
| «Металіст 1925» | ААФУ         | 2016/17 | 15        | 2         |       |       |      |      |

## Досягнення
«Металіст 1925»:
 Броновий призер Другої ліги України: 2017/18
 Срібний призер Чемпіонату України серед аматорів: 2016/17